# Dred Scott mot Sandford

Omslaget med sammanfattningen av utslaget i målet Dred Scott v. Sandford.

Dred Scott v. Sandford var ett avgörande i Förenta Staternas högsta domstol under 1857, som fråntog afroamerikaner alla medborgerliga rättigheter, oavsett om de var slavar eller friköpta, och vidare tilläts slaveriet i de federala territorierna. Även Missourikompromissen förklarades vara i strid med USA:s konstitution och upphävdes därmed.

## Målet
Dred Scott, en afroamerikansk slav hade av sin ägare, John F.A. Sanford, förts till Minnesotaterritoriet där kongressen förbjudit slaveriet. Han stämde därför denne och krävde sin frihet. I de lägre domstolarna hade han fått rätt, men i ett utslag som fastställdes med röstsiffrorna 7-2 avvisades han talan. Dred Scott företräddes i Högsta domstolen av Montgomery Blair och George Ticknor Curtis.

## Utslaget
I utslaget som hade skrivits av högsta domstolens ordförande Roger B. Taney, fastställdes att afroamerikaner inte kunde vara amerikanska medborgare och att de därför saknade federal rättshandlingsförmåga.  Domstolen fann även att Förenta staternas kongress inte hade konstitutionella befogenheter att reglera slaveriet i de federala territorierna. Det var då endast den andra gången som domstolen förklarade en federal lag författningsvidrig.

## Domskäl
De domskäl som Roger B. Taney gav och domstolens majoritet fann vara gällande, kan sammanfattas enligt följande. Domstolen saknade jurisdiktion därför att personer av afrikansk börd inte kan eller har kunnat vara medborgare under Förenta staternas författning. Författningens stadganden som ger kongressen rätt att reglera de federala territorierna är enbart gällande de territorier som tillhörde Förenta Staterna när författningen ratificerades. Missourikompromissen som förbjöd slaveri i de territorier som förvärvades efter mexikansk-amerikanska kriget är därför författningsvidrig. Det femte författningstilläggets stadganden om ett vederbörligt rättsförfarande förbjuder den federala statsmakten att frige slavar som förts till de federala territorierna.

## Rättsverkan upphävd
De trettonde och fjortonde tilläggen till Förenta staternas författning förbjöd slaveriet 1865 och gav afroamerikaner medborgarskap 1868.